# 纳兹里伊斯迈
纳兹里伊斯迈，马来西亚政治人物，国阵巫统党员，前霹雳州议会万锐州议员。

## 政治生涯
2008年大选，代表国阵巫统赢得霹雳州议会万锐州议席。